# Középkori meleg időszak

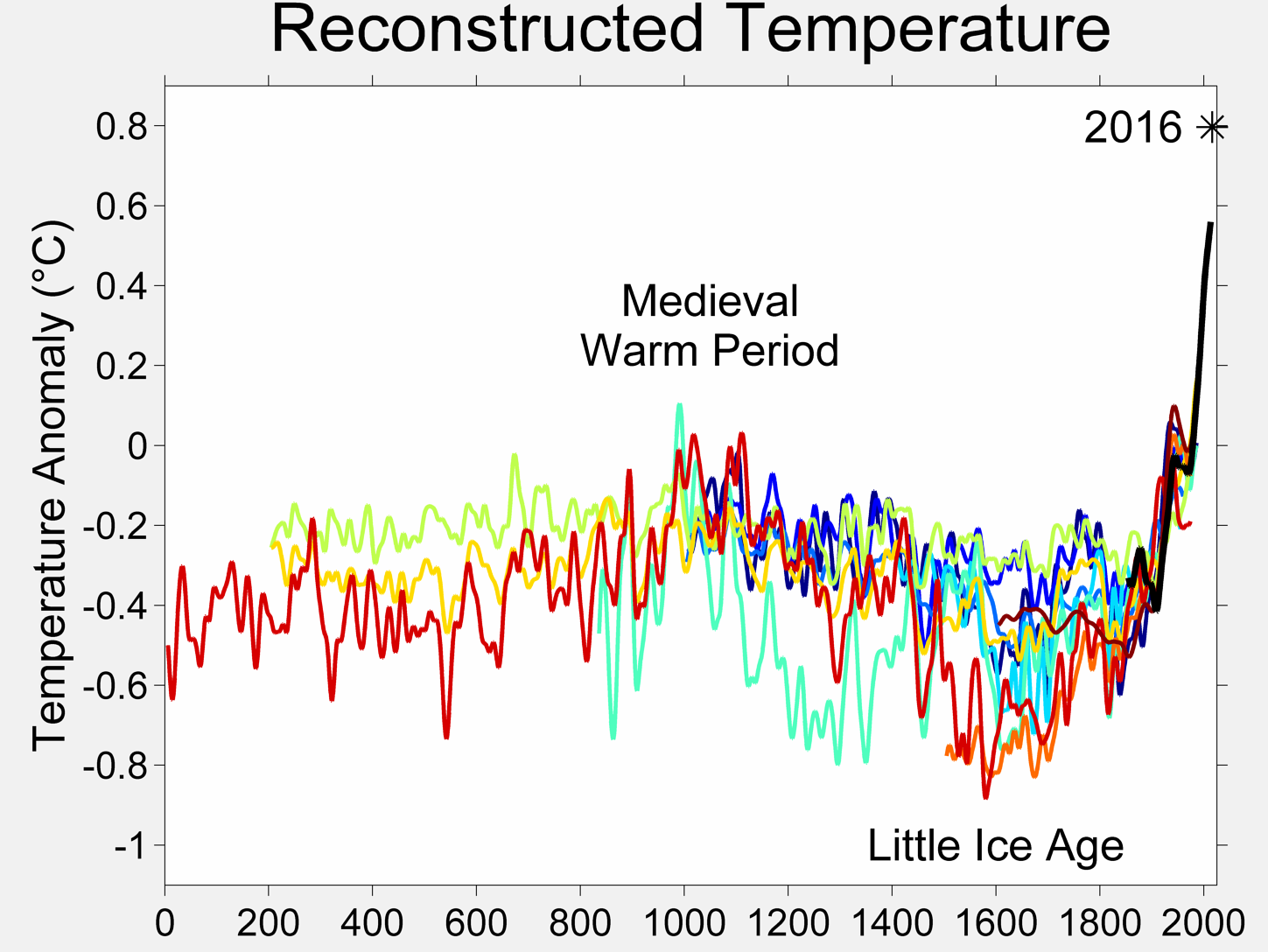
Az északi félteke hőmérséklet változásai a kutatások és források alapján az elmúlt 2000 évben

A középkori meleg időszak, melyet középkori éghajlatváltozásnak, középkori éghajlati eltérésnek vagy középkori éghajlati rendellenességnek is neveznek, az Észak-atlanti térségben nagyjából i. sz. 950-1250 között egy viszonylag enyhe éghajlatú időszak volt. A térség átlaghőmérsékletét Hubert Lamb  brit klimatológus 1-2 fokkal a 20. század közepének középértéke fölé becsülte, a térség északi részén akár 4 fokkal is melegebb lehetett.
Ugyanebben az időszakban más földrajzi területeken is melegebb volt, mint például Kínában; egyéb térségekben viszont hidegebb, többek között a trópusi csendes-óceáni részen; a felmelegedés nem világméretű volt.
Az akkori átlaghőmérsékletek meghaladták a római kori meleg időszakot, és hasonlítanak a 20. század elején kezdődött jelenlegi felmelegedéshez. A középkori meleg időszak létrejöttének lehetséges okai közé a megnövekedett naptevékenységet, a csökkent vulkáni tevékenységet és az óceáni keringés megváltozását sorolják. A mezőgazdasági termelésnek kedveztek az enyhe telek és a meleg nyarak, a meghosszabbodott tenyészidőszak jobb minőségű és nagyobb terméseket hozott, ezért a népesség jelentősen növekedett, átalakult a településszerkezet. Néhányan középkori éghajlati eltérésnek nevezik a korszakot, mivel ez a kifejezés jobban hangsúlyozza, hogy a hőmérsékleten kívül más éghajlati hatások is fontosak.
Ezt a meleg időszakot az észak-atlanti térségben, de másutt is, egy jóval hűvösebb időszak előzte meg, a kora középkori hideg időszak, majd egy jelentősen hidegebb korszak követte, a kis jégkorszak.
Kutatások alapján feltételezik, hogy a Lombok-szigeti Szamalasz tűzhányó 1257-es hatalmas erejű kitörésekor tartósan a légkörbe került anyagrészecskék éghajlatmódosító hatása vetett véget a középkori meleg időszaknak.

## Fordítás
Ez a szócikk részben vagy egészben  a   Medieval Warm Period című angol Wikipédia-szócikk ezen változatának fordításán alapul.  Az eredeti cikk szerkesztőit annak laptörténete sorolja fel. Ez a jelzés csupán a megfogalmazás eredetét és a szerzői jogokat jelzi, nem szolgál a cikkben szereplő információk forrásmegjelöléseként.